# فرودگاه کویمباتور
فرودگاه کویمباتور (به انگلیسی: Coimbatore Airport) یک فرودگاه همگانی مسافربری با کد یاتا CJB است که یک باند فرود آسفالت دارد و طول باند آن ۲۹۹۰ متر است. این فرودگاه در شهر کویمباتور کشور هند قرار دارد و در ارتفاع ۴۰۴ متری از سطح دریا واقع شده‌است.

## شرکت‌های هواپیمایی و مقصدهای پروازی

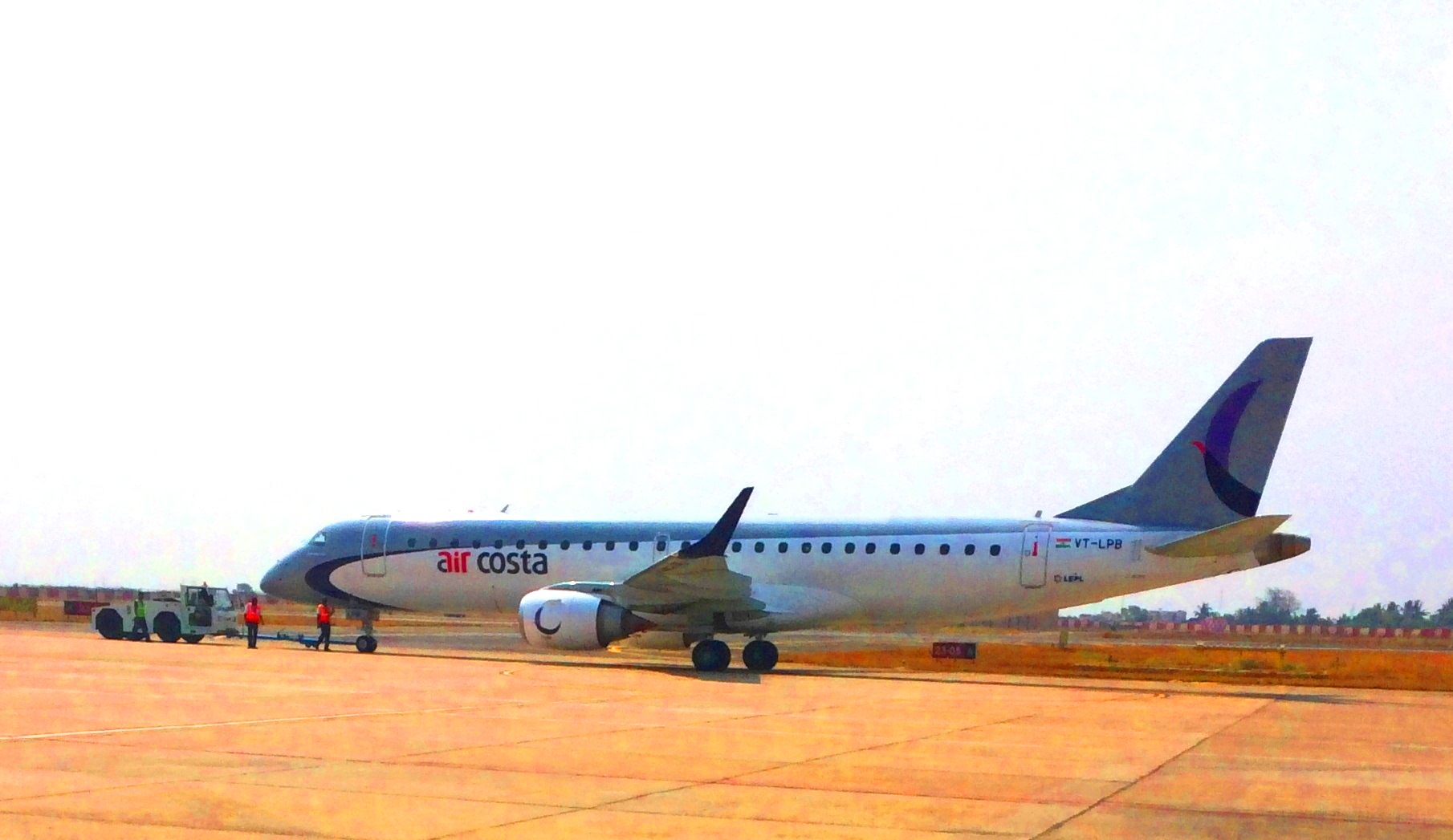
An Air Costa امبرائر ئی-جت at the airport

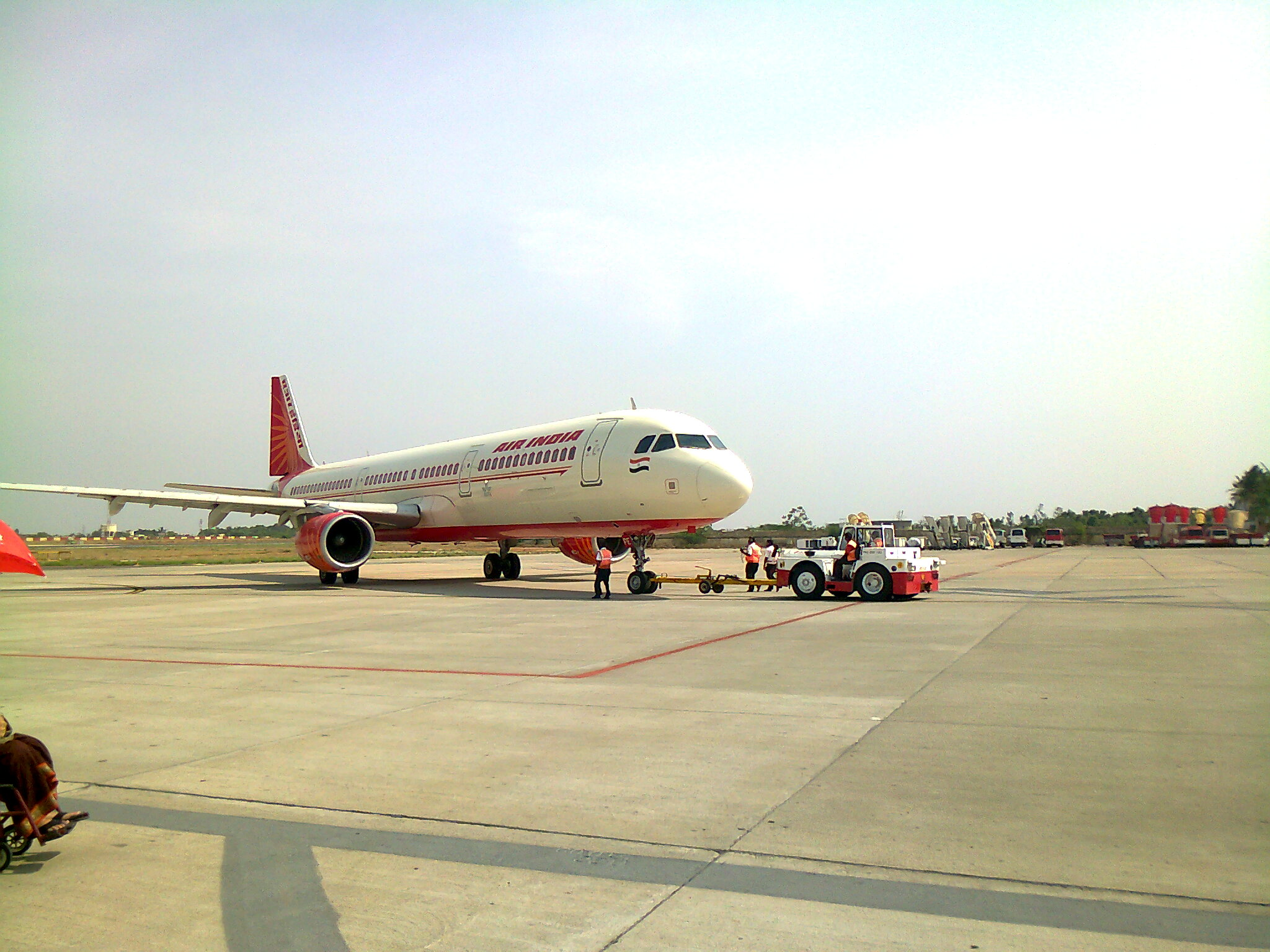
An ایر ایندیا Airbus A321 at the airport

### مسافری
| شرکت‌های هواپیمایی  | مقصدهای پروازی |
| ------------------ | --- |
| ایر عربیا          | شارجه |
| ایر ایندیا         | چنای، ایندیرا گاندی، چاتراپاتی شیواجی |
| ایندی‌گو            | اگرتلا، سردار ولابهبهی پتل^ سری گرو رام داس جی، بیجو پاتنایک، چنای، ایندیرا گاندی، راجیو گاندی، نتاجی سبهاش چندر بوس، چاتراپاتی شیواجی، ویساکاپاتنام |
| سیلک‌ایر            | چانگی سنگاپور |
| اسپایس‌جت           | سردار ولابهبهی پتل، چنای |
| سریلانکان ایرلاینز | باندرانیکی |

^inbound only